# Klootchman Canyon
Klootchman Canyon är en kanjon i Kanada.   Den ligger i provinsen British Columbia, i den västra delen av landet, 4 000 km väster om huvudstaden Ottawa. Klootchman Canyon ligger 122 meter över havet.
Terrängen runt Klootchman Canyon är huvudsakligen bergig, men åt nordost är den kuperad. Klootchman Canyon ligger nere i en dal. Trakten runt Klootchman Canyon är nära nog obefolkad, med mindre än två invånare per kvadratkilometer.. 
Trakten runt Klootchman Canyon består i huvudsak av gräsmarker.